# Klaus Van Isacker
Klaus Van Isacker (1964) is een Belgisch redacteur.

## Levensloop
Van Isacker studeerde geschiedenis aan de Rijksuniversiteit Gent. Tijdens zijn studies ging hij aan de slag als medewerker op de regionale redactie van Het Laatste Nieuws te Gent en vanaf 1986 op de centrale redactie te Brussel. In 1990 maakte hij de overstap naar VTM, waar hij eindredacteur en vanaf 1995 hoofdredacteur werd van VTM Nieuws. In 1996 werd hij directeur informatie en in 1997 directeur televisie en zo ook lid van het directiecomité van de commerciële televisie. In augustus 2005 moest hij opstappen bij VTM.
In 2006 ging hij aan de slag bij Mediafin op de redactie van De Tijd alwaar hij enige tijd later werd aangesteld tot 'directeur redacties' van De Tijd en L'Echo. In het voorjaar van 2007 werd hij hoofdredacteur van De Morgen en was hiermee de eerste in deze functie die niet was opgeklommen vanuit de redactie van deze krant. Hij kreeg Peter Mijlemans naast zich die werd opgevolgd door Bart Van Doorne. In 2008 wilde Van Isacker een grote besparingsronde doorvoeren waarbij een kwart van de redactie (26 journalisten) zou ontslagen worden en de krant zou verhuizen naar de gebouwen van Het Laatste Nieuws in Kobbegem. Als reactie hierop ging de redactie van De Morgen in staking en verscheen de krant niet. Tevens werd het event 'Red de Gazet' opgezet waarbij onder meer Novastar, Arno, Mauro Pawlowski, An Pierlé, Axelle Red en Tom Barman optraden in de Koninklijke Vlaamse Schouwburg te Brussel. De actie resulteerde in een halvering van de ontslagen en het begraven van de verhuisplannen voor de redactie. In 2010 werd Van Isacker opgevolgd door Wouter Verschelden als hoofdredacteur van de krant.
In november 2011 startte Van Isacker bij productiehuis Eyeworks, waar hij voetbalprogramma's ontwikkelde voor Belgacom TV en executive producer was voor onder meer de Gouden Schoen. Van januari 2013 tot november 2014 was hij persverantwoordelijke bij Club Brugge. Vervolgens produceerde hij voor VIER het programma Terug naar eigen land, waarbij zes Vlamingen de vluchtelingenroutes vanuit het Midden-Oosten en Afrika afreisden. In 2016 ging hij aan de slag bij de Vlaams-Brusselse Media als hoofdredacteur van Bruzz. In juni 2017 keerde hij terug naar De Persgroep, waar hij samen met An Meskens hoofdredacteur 'Showbizz en Entertainment' werd. In 2019 werd hij hoofdredacteur van VTM Nieuws. Begin 2020 verliet hij die functie al. Binnen DPG (vroeger De Persgroep) keert hij terug naar de magazine-afdeling, die hij samen met An Meskens zal leiden.